# Hôtel Sagey
L'hôtel Sagey est un hôtel particulier situé à Tours.

## Localisation
L'hôtel est situé au 33 boulevard Béranger, à Tours.

## Historique
L'hôtel est construit au XIXe siècle. Il est restauré en 1907.
L'hôtel est inscrit à l'inventaire général du patrimoine culturel depuis 1991.

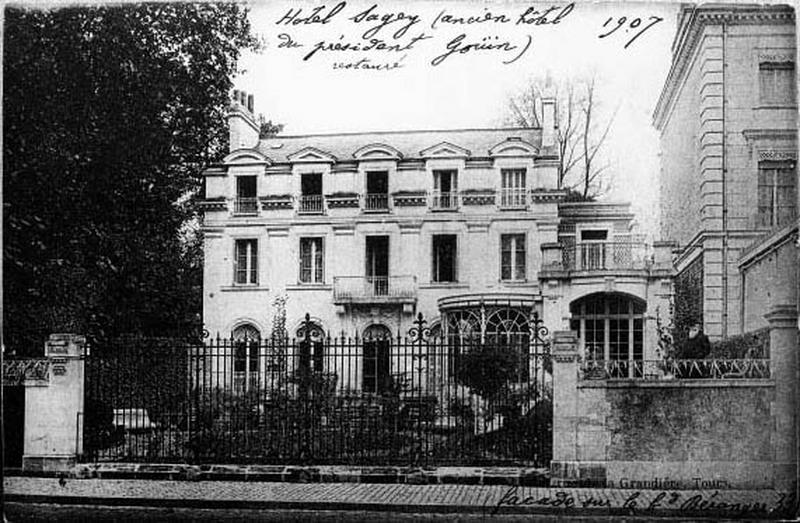
L'hôtel Sagey en 1907.